# Ingoda
La Ingoda (russo Ингода) è un fiume della Russia siberiana sudorientale (Territorio della Transbajkalia), ramo sorgentifero di sinistra della Šilka (bacino dell'Amur).
Nasce dal versante settentrionale dei monti Hėntij, non molto lontano dal confine russo-mongolo, scorrendo successivamente con direzione nordorientale in una stretta valle scavata fra le catene dei monti Jablonovyj e dei monti Čerskij. Nei pressi della città di Čita, il maggiore centro urbano toccato nel suo corso, riceve il Čitinka e volge il suo corso verso sudest, "tagliando" la catena dei Čerskij; si dirige infine verso est, congiungendosi poi con l'Onon per formare la Šilka.
La Ingoda è gelata, mediamente, dai primi di novembre alla fine di aprile, periodo nel quale si raggiungono i minimi annui di portata; l'estate è invece il periodo delle piene annuali.
Nel suo basso corso la valle del fiume è percorsa da un lungo tratto della ferrovia Transiberiana.